# Лазарь Тохатци
Лазарь Тохатци (арм. Ղազար Թոխաթցի, около 1550-е, Токат — 1610, Каменец-Подольский) — армянский поэт, писец и церковный деятель XVI века.

## Жизнь и творчество
Родился в городе Тохат в середине XVI века. О начальной стадии жизни почти ничего не известно. Стал очевидцем захвата Тохата повстанцами Джелали в 1602 году, после чего сбежал в Язловец. В одном из своих стихов описывает положение маленькой (20 домов) армянской общины Язловец, пишет о трудностях, которые приходилось терпеть чтобы найти занятие и добывать пропитание. Был епископом, занимался переписью рукописей, преподавал в местной школе. Сохранились несколько переписанных им рукописей, в которых автор оставлял памятные записки о политической ситуации своего времени. В 1606 году переехал в Каменец, где подружился с архиепископом армян Львова и Каменеца Карапетом вардапетом, которому посвятил оду «Хвала архиепископу Карапету» (арм. «Գովասանք Կարապետ արքեպիսկոպոսի). Известны ещё три стихотворения, написанных Лазарем по просьбе учеников о своём родном городе — «Хвала городу Тохат» (арм. «Գովասանք ի վերայ Թոխաթ քաղաքին), «Плач о бойне в Тохате» (арм. «Ողբ ի վերայ կոտորածին Թոխաթի) и «Плач о голоде в Тохате» (арм. «Ողբ ի վերայ սովոյն Թոխաթի). В первом автор рассказывает о счастливой жизни в Тохате во время своей молодости, всячески восхваляет его, называет "маленьким Стамбулом". Последние два стихотворения в начале XX века сохранились в единственной рукописи у известного филолога Шаварша Саакяна, однако были потеряны во время геноцида 1915 года. Известно, что «Плач о бойне в Тохате» рассказывал о захвате Тохата 1602 года, а «Плач о голоде в Тохате» о последовавшем за ним голоде в 1603 году. Умер примерно в 1610 году от сердечной болезни.
Издания сочинений и биографических очерков
- Пять певцов-скитальцев: епископ Вртанес Срнкеци; писец Минас Тохатеци; иерей Степанос Тохатеци; иерей Акоп Тохатеци; епископ Лазарь Тохатеци. Биографические сведения и сочинения = Հինգ պանդուխտ տաղասացներ: Վրթանէս եպիսկոպոս Սռնկեցի; Մինաս դպիր Թոխաթեցի;  Ստեփանոս երէց Թոխաթեցի; Յակոբ երէց Թոխաթեցի; Ղազար եպիսկոպոս Թոխաթեցի. Կենսագրական տեղեկութիւններ եւ բնագիրներ / сост. Акинян Н. А.. — Вена: изд-во Мхитаристов, 1921. — С. 205—216. — 224 с.